# 俄羅斯東正教大學
俄羅斯東正教大學是一所位在俄羅斯莫斯科的大學。2011年設立即成立。與多國天主教大學、新教大學有其學術研討 交流。